# Tramlijn I¹

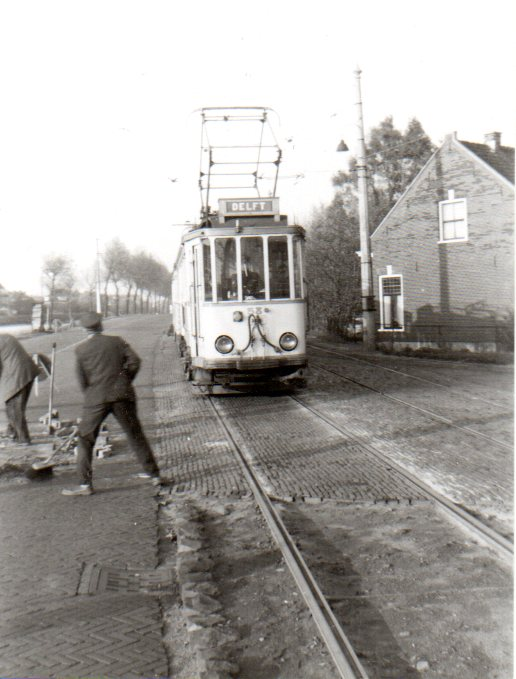
Tramlijn I¹ bij de halte 's-Gravenmade in 1964

Tramlijn I¹ van de Haagse Tramweg Maatschappij (HTM) is een voormalige elektrische tramlijn op de route Den Haag - Delft. De letter I stond voor intercommunaal en gaf aan dat het traject gedeeltelijk buiten de grenzen van de gemeente 's-Gravenhage voerde. De lijnaanduiding I¹ stond vermeld op de haltes en lijnkaarten, maar niet op de trams. De lijn was de opvolger van de HTM-stoomtram naar Delft. Sinds 1966 volgt tramlijn 1 deze route.

## Geschiedenis

### 1923-1964
- 7 februari 1923: Het eerste deel van de stoomtram Den Haag – Delft werd geëlektrificeerd en met het lijnnummer I¹ bereden op het traject Huygensplein – 's-Gravenmade (Rijswijk).
- 1 juli 1924: Lijn I¹ werd van 's-Gravenmade verlengd naar Delft. Het voorlopige eindpunt kwam bij het Kalverbos (Delft). Want in tegenstelling tot de stoomtram die er tot dan toe reed, wilde men massaal geen elektrische tram over de grachten van de oude binnenstad, vanwege de 'ontsierende' bovenleiding. Tot uit Amerika kwamen er protesten. Ook een proef in 1921 met een stoomtram die een elektrische tram trok was niet overtuigend. (Er was nog geen weg om de oude binnenstad)[1]
- 22 september 1924: De schutbrug over de Delftsche Vliet in Rijswijk werd in gebruik genomen. Trams reden over de Hoornbrug of (bij geopende Hoornbrug) over de schutbrug. Een enorm aantal sein & waarschuwingslichten beveiligde deze enkelsporige trajecten: 31 armaturen, met daar in in totaal 582 gloeilampen.[2]
- 14 april 1927: De lijn werd van het Huygensplein verlengd naar het Plein.
- 28 juni 1929: Nadat de nieuwe weg om de binnenstad (de Phoenixstraat) er was gekomen, werd de lijn in Delft van het Kalverbos verlengd naar de Rotterdamse Poort/Zuidwal.
- 5 augustus 1940: Het eindpunt Plein werd op last van de Duitse bezetter verlegd naar de Turfmarkt.
- 17 november 1944: De dienst op alle Haagse tramlijnen werd gestaakt vanwege energieschaarste.
- 11 juni 1945: De dienst op lijn I¹ werd hervat op het traject Turfmarkt – Rotterdamse Poort/Zuidwal.
- 15 april 1947: De schutbrug in Rijswijk werd niet meer gebruikt.
- 31 juli 1959: Het eindpunt in Delft werd verlegd naar de Westvest ter hoogte van de Zuidwal.
- 31 december 1964: Lijn I¹ werd vervangen door tramlijn 37 over exact dezelfde route.

### Na lijn I¹
Van 1 januari 1965 tot 22 mei 1966 bereed lijn 37 de route naar Delft, sindsdien is dit lijn 1. Tegenwoordig berijden ook lijn 15 en lijn 19 delen van de vroegere lijn I¹.